# Whitehead (Familienname)
Whitehead ist ein englischer Familienname.

## Namensträger
- Alfred Whitehead (Organist) (1887–1974), kanadischer Komponist, Organist und Chorleiter
- Alfred North Whitehead (1861–1947), britischer Mathematiker und Philosoph
- Annie Whitehead (* 1955), britische Jazzposaunistin
- Bob Whitehead, US-amerikanischer Videospiele-Entwickler und Programmierer
- Chad Whitehead (* 1987), australischer Badmintonspieler
- Charles Hughes Tempest Whitehead (1880–1915), britischer Major und Ornithologe
- Christopher Whitehead (* 1969), römisch-katholischer Geistlicher, Bischof von Plymouth
- Colson Whitehead (* 1969), US-amerikanischer Schriftsteller
- Conan Whitehead (* 1986), englischer Dartspieler
- Dean Whitehead (* 1982), englischer Fußballspieler
- Donald S. Whitehead (1888–1957), US-amerikanischer Politiker
- Edgar Whitehead (1905–1971), südrhodesischer Politiker
- Ennis Whitehead (1895–1964), US-amerikanischer Offizier
- Fionn Whitehead (* 1997), britischer Schauspieler
- George W. Whitehead (1918–2004), US-amerikanischer Mathematiker
- Graham Whitehead (1922–1981), britischer Automobilrennfahrer
- Gustave Whitehead (1874–1927), deutsch-amerikanischer Pilot, siehe Gustav Weißkopf
- Henry Whitehead (Politiker) (1574–1629), englischer Politiker, MP
- Henry Whitehead (Bischof) (1853–1947), englischer Geistlicher, Bischof von Madras
- Henry S. Whitehead (1882–1932), US-amerikanischer Schriftsteller
- Ian Whitehead (* 1963), britischer Rennrodler
- Jay Whitehead (1961–2011), US-amerikanischer Schachspieler
- Jean Whitehead (* 1937), britische Leichtathletin
- John Whitehead (Theologe) (bl. 1389–1415), irischer Theologe, Gegner der Franziskaner
- John Whitehead (Quäker) (1630–1696), Quäker
- John Whitehead (Musiker) (1948–2004), US-amerikanischer Musiker und Produzent
- John Whitehead (Naturforscher) (1860–1899), britischer Forscher und Naturkundler
- John Boswell Whitehead (1872–1954), US-amerikanischer Elektroingenieur
- John C. Whitehead (1922–2015), US-amerikanischer Geschäftsmann und Politiker
- John Henry Constantine Whitehead (1904–1960), britischer Mathematiker
- Joseph Whitehead (Politiker, 1814) (1814–1894), kanadischer Eisenbahnunternehmer und Politiker
- Joseph Whitehead (Politiker, 1867) (1867–1938), US-amerikanischer Politiker
- Joseph Whitehead (Bildhauer) (Joseph James Whitehead; 1868–1951), britischer Bildhauer
- Jocelyn Gordon Whitehead (1895–1954), kanadischer Boxer
- Jordan Whitehead (* 1997), US-amerikanischer American-Football-Spieler
- Kevin Whitehead (Autor) (* 1952), US-amerikanischer Jazzautor und -journalist
- Kevin Whitehead (Musiker) (* 1963), britischer Schlagzeuger
- Kevin Whitehead (Curler) (* 1978), kanadischer Curler
- Mark Whitehead (1961–2011), US-amerikanischer Radsportler und Radsporttrainer
- Naomi Whitehead (* 1910), US-amerikanische Altersrekordlerin
- Neville Whitehead (* ≈1946), neuseeländischer Bassist und Musikinstrumentenbauer
- Nick Whitehead (Joseph Nicholas Neville Whitehead; 1933–2002), britischer Leichtathlet
- O. Z. Whitehead (1911–1998), US-amerikanischer Schauspieler
- Paul Whitehead, britischer Maler und Grafikkünstler
- Paxton Whitehead (1937–2023), britischer Schauspieler und Theaterregisseur
- Peter Whitehead (1914–1958), britischer Automobilrennfahrer
- Peter Whitehead (Filmemacher) (1937–2019), britischer Autor und Filmemacher
- Phillip Whitehead (1937–2005), britischer Politiker
- Rex Whitehead († 2014), australischer Cricketspieler
- Richard Whitehead (* 1976), britischer Leichtathlet
- Robert Whitehead (Ingenieur) (1823–1905), britischer Ingenieur
- Robert Whitehead (Produzent) (1916–2002), kanadischer Theaterproduzent
- Robert Whitehead (Schauspieler), südafrikanischer Schauspieler
- Tim Whitehead (Musiker) (* 1950), britischer Musiker
- Tim Whitehead (Rugbyspieler) (Timothy John Whitehead; * 1988), südafrikanischer Rugby-Union-Spieler
- Thomas Whitehead (1825–1901), US-amerikanischer Politiker
- Þór Whitehead (* 1943), isländischer Historiker
- William Whitehead (1715–1785), britischer Dichter